# Rohov (district d'Opava)
Pour les articles homonymes, voir Rohov.
Rohov (en allemand : Rohow ; en polonais : Rogów) est une commune du district d'Opava, dans la région de Moravie-Silésie, en République tchèque. Sa population s'élevait à 606 habitants en 2021.

## Géographie
Rohov se trouve à la frontière polonaise, à 11 km au nord-nord-est de Kravaře, à 16 km au nord-est d'Opava, à 26 km au nord-ouest d'Ostrava et à 260 km à l’est de Prague.
La commune est limitée par Sudice au nord, par la Pologne à l'est, par Strahovice au sud, par Kobeřice au sud et au sud-ouest, par la Pologne à l'ouest.

## Histoire
La première mention écrite de la localité date de 1349.

## Galerie

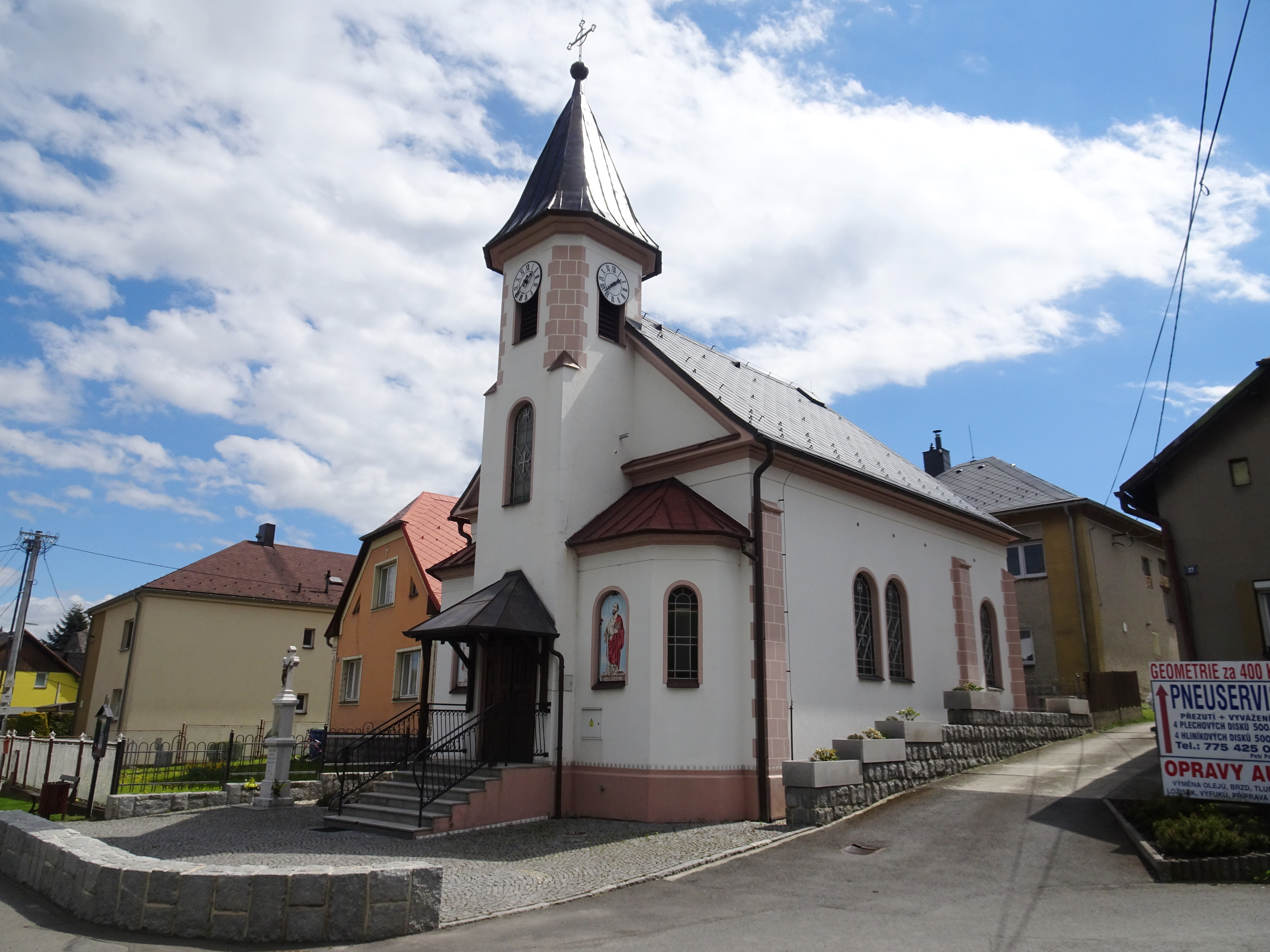
Chapelle à Rohov.
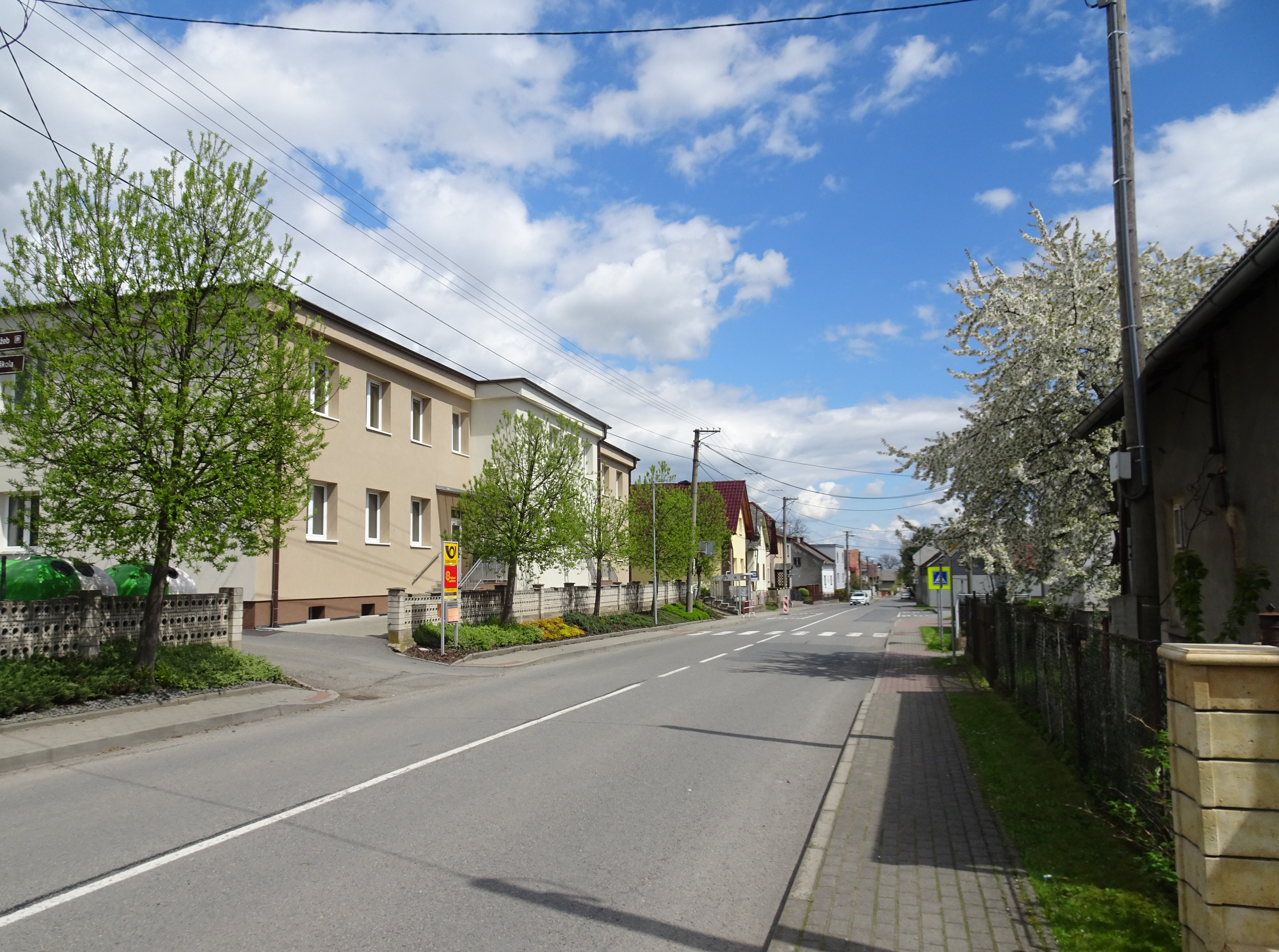
Rohov : rue principale.

## Transports
Par la route, Rohov se trouve à 16 km de Racibórz, à 19 km d'Opava, à 31 km d'Ostrava et à 345 km de Prague.